# Rivière Kabika
Pour les articles homonymes, voir Kabika.
Ne doit pas être confondu avec Rivière Kakisa.
La rivière Kabika (en anglais : Kabika River) est un affluent de la rivière Burntbush coulant dans le district de Cochrane, dans le Nord-Est de l'Ontario, au Canada.

## Géographie
À partir du lac de tête, la rivière coule généralement vers le nord sur environ 70 km pour atteindre sa confluence sur la rive droite de la rivière Burntbush. De là, le courant coule vers l'est jusqu'à la rivière Turgeon puis vers le nord et ensuite vers l'est pour se déverser dans la rivière Harricana qui coule vers le nord-ouest jusqu'à son embouchure dans la baie James.
Les principaux affluents de la rivière Kabika sont la rivière Case, en rive droite, et Rivière Kabika Est en rive gauche.